# Rudolf Goetsch
Rudolf Goetsch (* 9. September 1876 in Poremba, Oberschlesien; † Mai 1945 in Berlin) war ein deutscher Richter.

## Leben
Goetschs Vater war der Geheime Sanitätsrat und Landesälteste Paul Goetsch und der Frau Johanna geb. Bohtz. Der Diplomat Paul Goetsch war ein Bruder. Rudolf Goetsch studierte an der Schlesischen Friedrich-Wilhelms-Universität Rechtswissenschaft. 1896 wurde er im Corps Lusatia Breslau aktiv. 1920 wurde er Kriegsgerichtsrat.
Zum 1. Mai 1932 trat er der NSDAP bei (Mitgliedsnummer 1.146.312). Nachdem er Mitte Mai 1933 im preußischen Justizministerium als Ministerialdirigent aktiv gewesen war, war er bereits ab Juni 1933 Vizepräsident der Kammergerichts Rostock. Von hier wurde er 1934 zum ersten Präsidenten des neu eingerichteten Pressegerichtshofs in Berlin ernannt. Die Ernennung wurde 1937 und 1940 bestätigt. Er war zusätzlich von 1935 bis 1943 Oberlandesgerichtspräsident vom Oberlandesgericht Rostock. Zum 1. Oktober 1941 sollte er eigentlich in den Ruhestand versetzt werden. Als Reichsminister für Volksaufklärung und Propaganda verlängerte Joseph Goebbels Goetschs Dienstzeit aber zweimal um ein Jahr. Am 1. Juli 1943 wurde Goetsch in den dauerhaften Ruhestand versetzt, wobei aber der Reichsminister dann doch seine Amtszeit am Pressegerichtshof um ein weiteres Jahr verlängerte. Er kam mit seiner Frau in der Schlacht um Berlin ums Leben.
Eine Personalakte von Goetsch ist beim OLG Rostock, im Landeshauptarchiv Schwerin, im Geheimen Staatsarchiv Preußischer Kulturbesitz und im Bundesarchiv nicht nachweisbar. Vielleicht wurde sie 1943 vom Reichsjustizministerium vernichtet. Eine aktuelle Recherche des OLG Rostock ergab, dass auch beim Justizministerium Mecklenburg-Vorpommern keine Akte zu finden ist.